# Фердинанд Брокоф
Фердинанд Максиміліан Брокоф (Ferdinand Maxmilián Brokoff, 12 вересня 1688 — 8 березня 1731) — відомий чеський скульптор доби бароко.

## Життєпис. Походження
Народився в замку Червений Градек поблизу м. Їрков (нині в окрузі Хомутов Устецького краю в Західній Чехії). Походить з родини чеських скульпторів і майстрів різьби. Скульпторами були і його батько — Ян Брокоф, і старший брат — Міхал Йозеф.

## Навчання

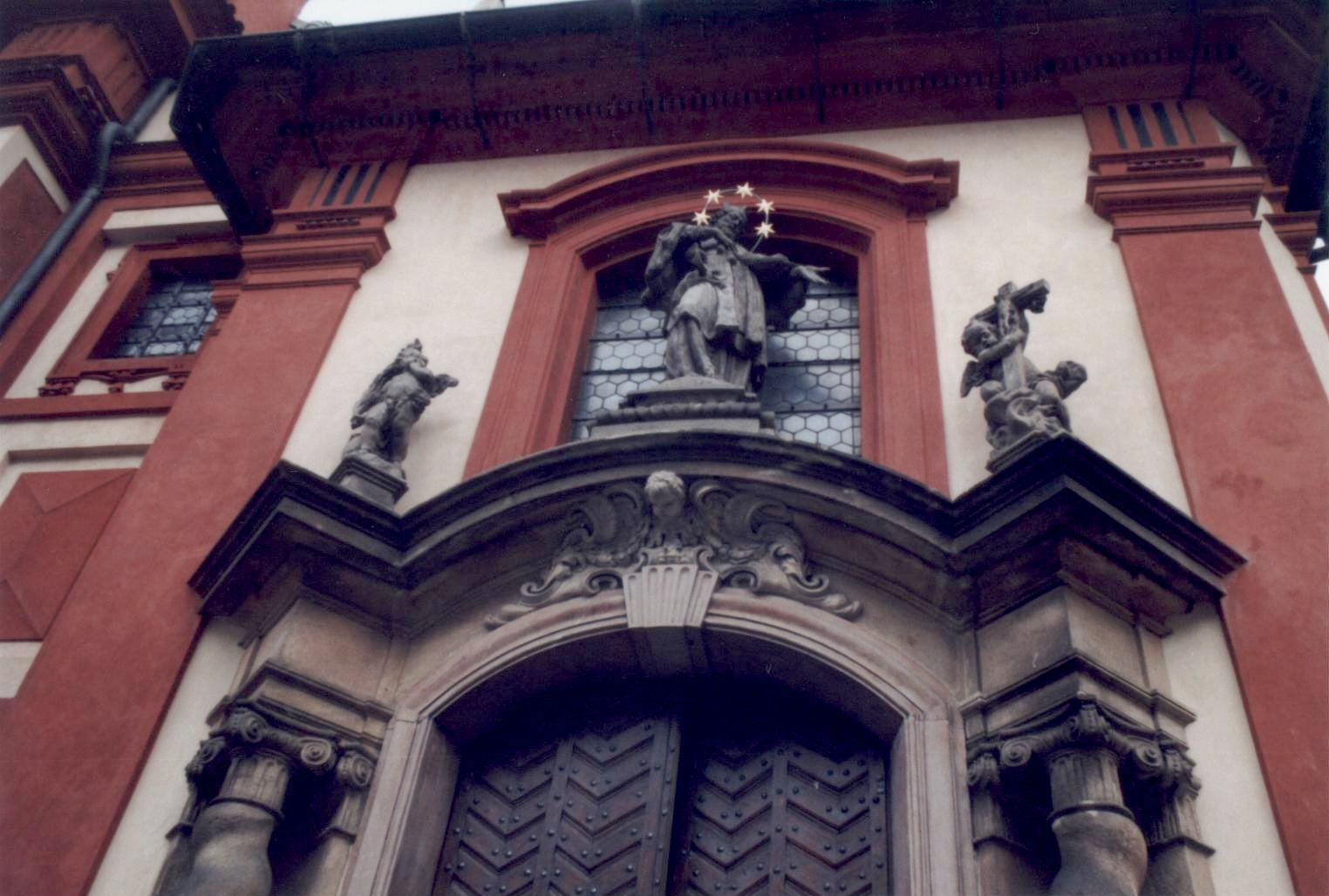
Фасад костелу святого Юрія зі скульптурами Брокофа. Празький Град

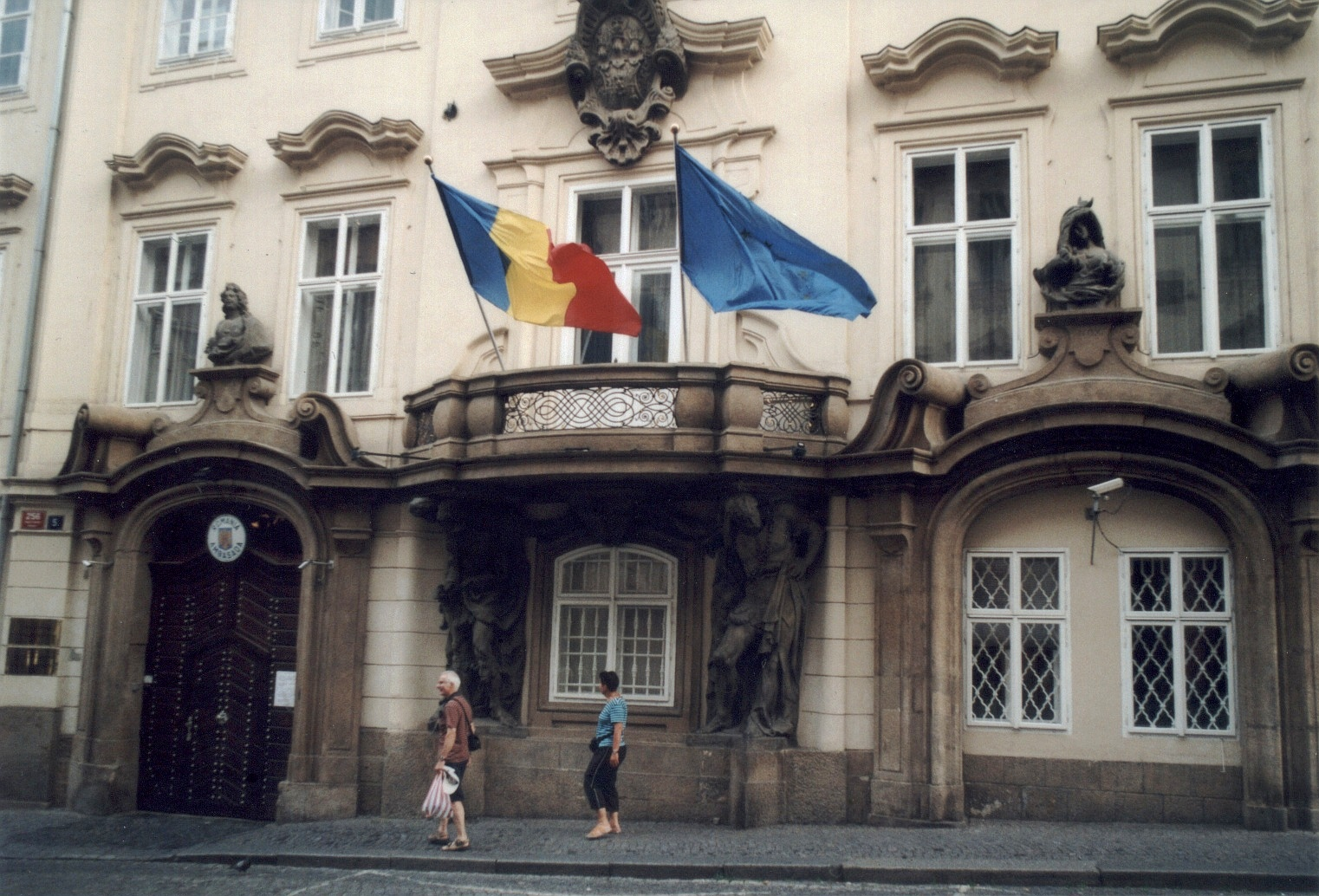
Прага. Морзинський палац

Первісне художнє навчання отримав у майстерні батька. Далі — працював разом зі старшим братом, якого перевершував обдарованістю. Чеські дослідники вважають, що якийсь час Фердинанд Брокоф удосконалював майстерність у Відні, хоча точних відомостей про це не збережено. На творчу манеру скульптора значний вплив мали твори чеського скульптора 17 століття Яна Їржі Бендла (Jan Jiří Bendl, бл. 1620–1680), реалістичні, врівноважені.
Врівноваженість, спокійна велич притаманні й художній манері Фердинанда Брокофа, що відрізняло його твори від нервово напружених, емоційно насичених скульптур Матьяша Бернарда Брауна. Відомостей про їх суперництво не збережено, бо замов на скульптури було вдосталь. До того ж оба майстри працювали в різних містах і для різних замовників.

## Зрілі роки

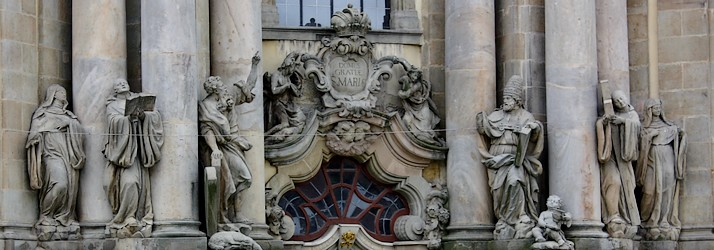
Групи святих базиліки в Крежові

По смерті старшого брата Міхала Йозефа у 1721 р., що номінально вважався головою майстерні та її власником, майстерня за заповітом перейшла у власність Фердинанда, хоча керування родинними справами давно перейшло до нього. Серед найуспішніших творів Фердинанда Брокофа — скульптурні групи для Карлового мосту в Празі, скульптурний декор Морзинського палацу та надгробок Й. В. Вратислава з Митровиц за малюнком і моделлю віденського скульптора Йоганна Бернгарда Фішера фон Ерлаха.
Скульптор працював не тільки в Чехії. Відомо, що він отримав замову від релігійної громади з  Сілезії. Фердинанд Брокоф створив декілька скульптур для каплиці курфюрстів у соборі в місті Вроцлав (1722, нині — Польща), працював також у Відні (1727—1728).
Частка творів майстра створена з пісковику і дерева, останнє — шліфували та розфавбовували або вкривали тонким шаром срібла, аби надати блиск і враження коштовного твору. В підготовчий період використовував теракоту. Деякі з творів мають підпис майстра — fecit Brokoff (тобто створив Брокоф), що полегшує їх ідентифікацію.

## Вибрані твори

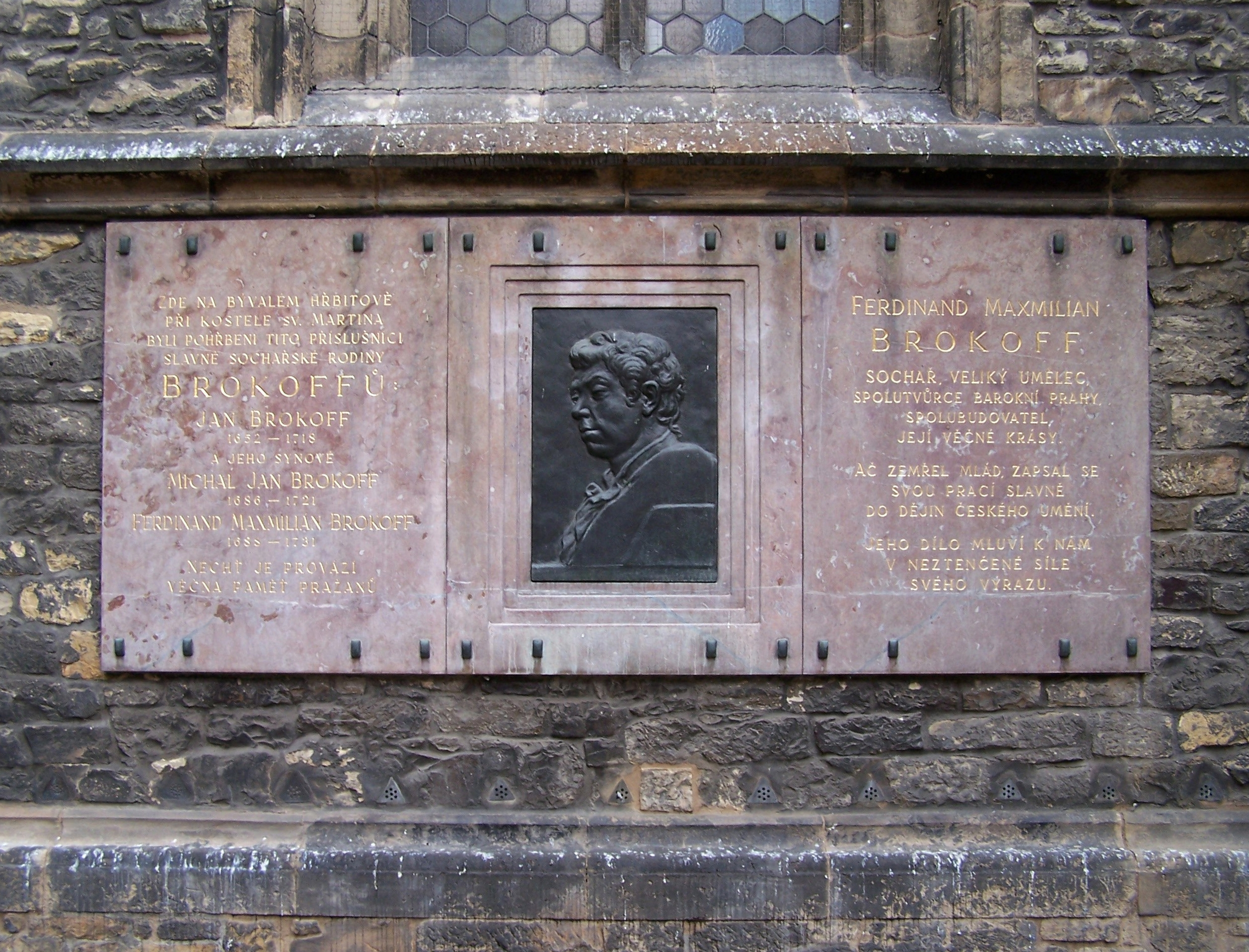
Меморіальна дошка на честь Ф. Брокофа

- скульптурна група «Франциск Ксаверій»
- скульптурна група «Святий Прокоп та святий Вінцент Феррарський»
- скульптура «Франциск Борджа»
- скульптура «Святий Каетан»
- скульптура «Святий Войтех»
- скульптурна група «Святі Варвара, Маркета і Єлизавета»
- Групи святих на фасаді базиліки в Крежові
- Чотири євангелісти (Матвій, Марк, Іван, Лука), липове дерево, розфарбування — для каплиці «Голгофа» в костелі святого Гавела, Прага
- євангеліст Іван, ескіз, теракота
- скульптурний декор Морзинського палацу, Прага
- надгробок Й. В. Вратислава з Митровиц за моделлю віденського скульптора
- скульптури для курфюршої каплиці собору у Вроцлаві (нині — Польща).

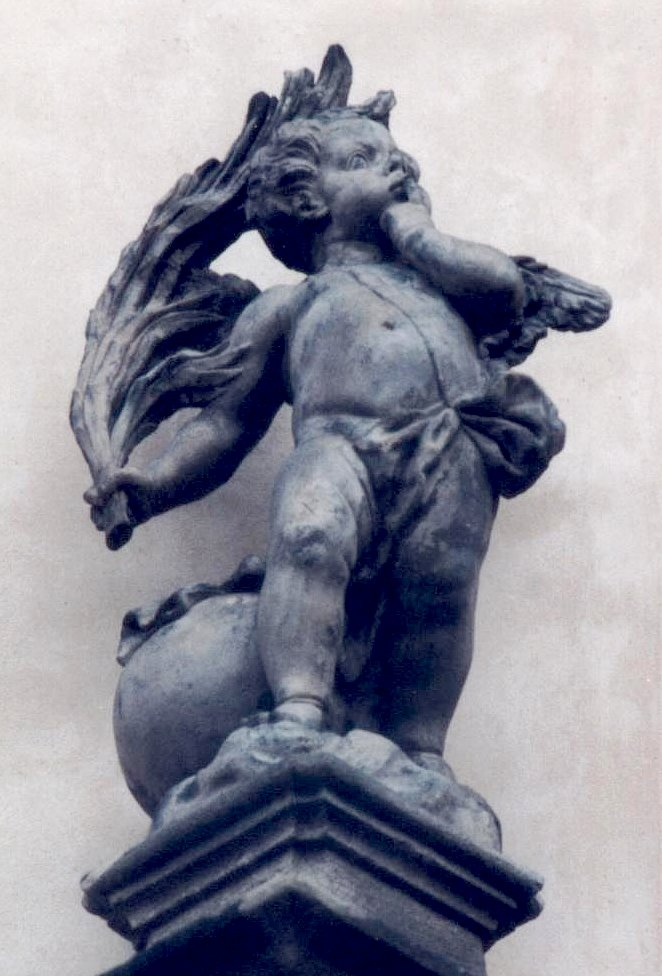
Путті з гілкою, костел святого Юрія. Празький Град
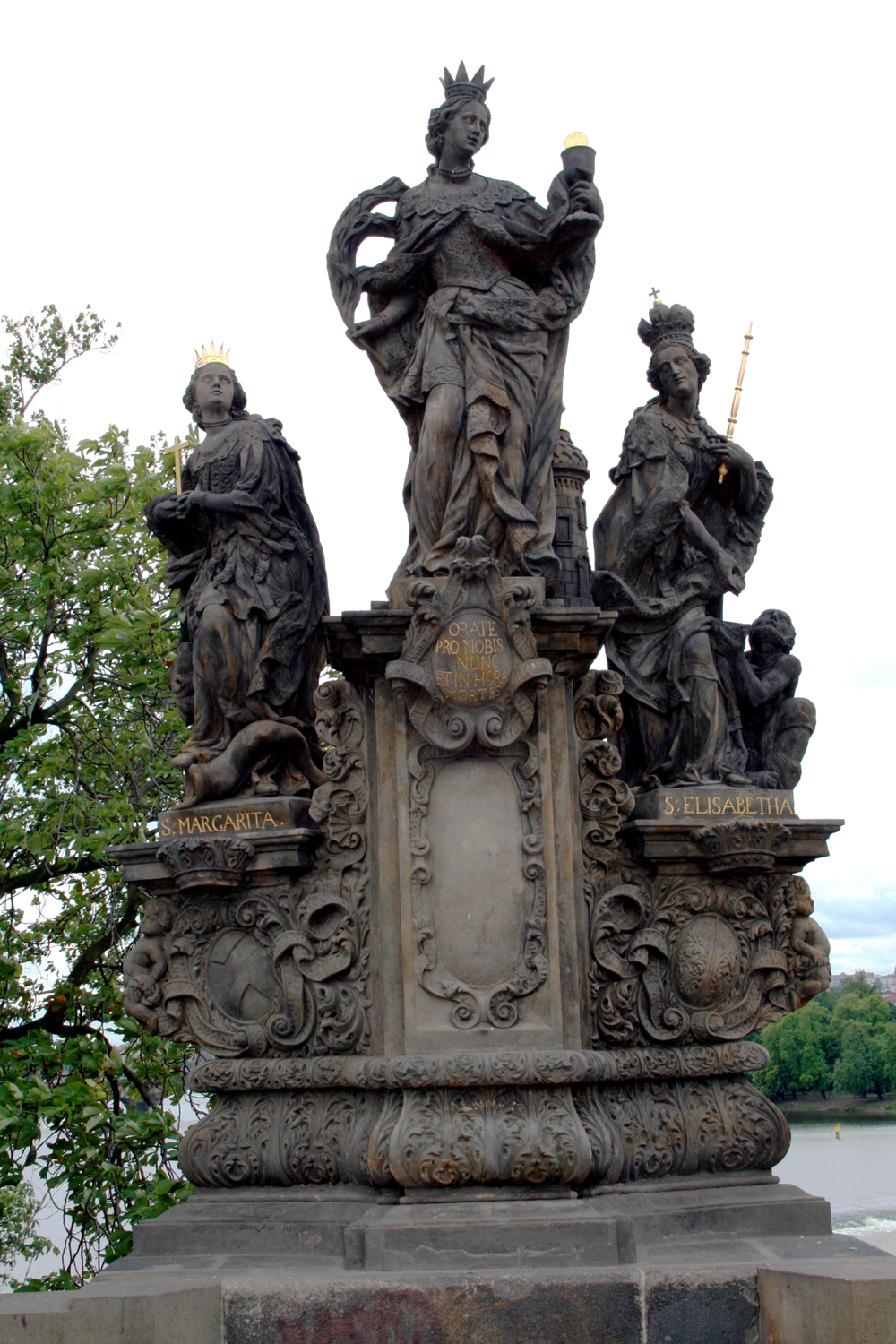
Святі Варвара, Маркета і Єлизавета
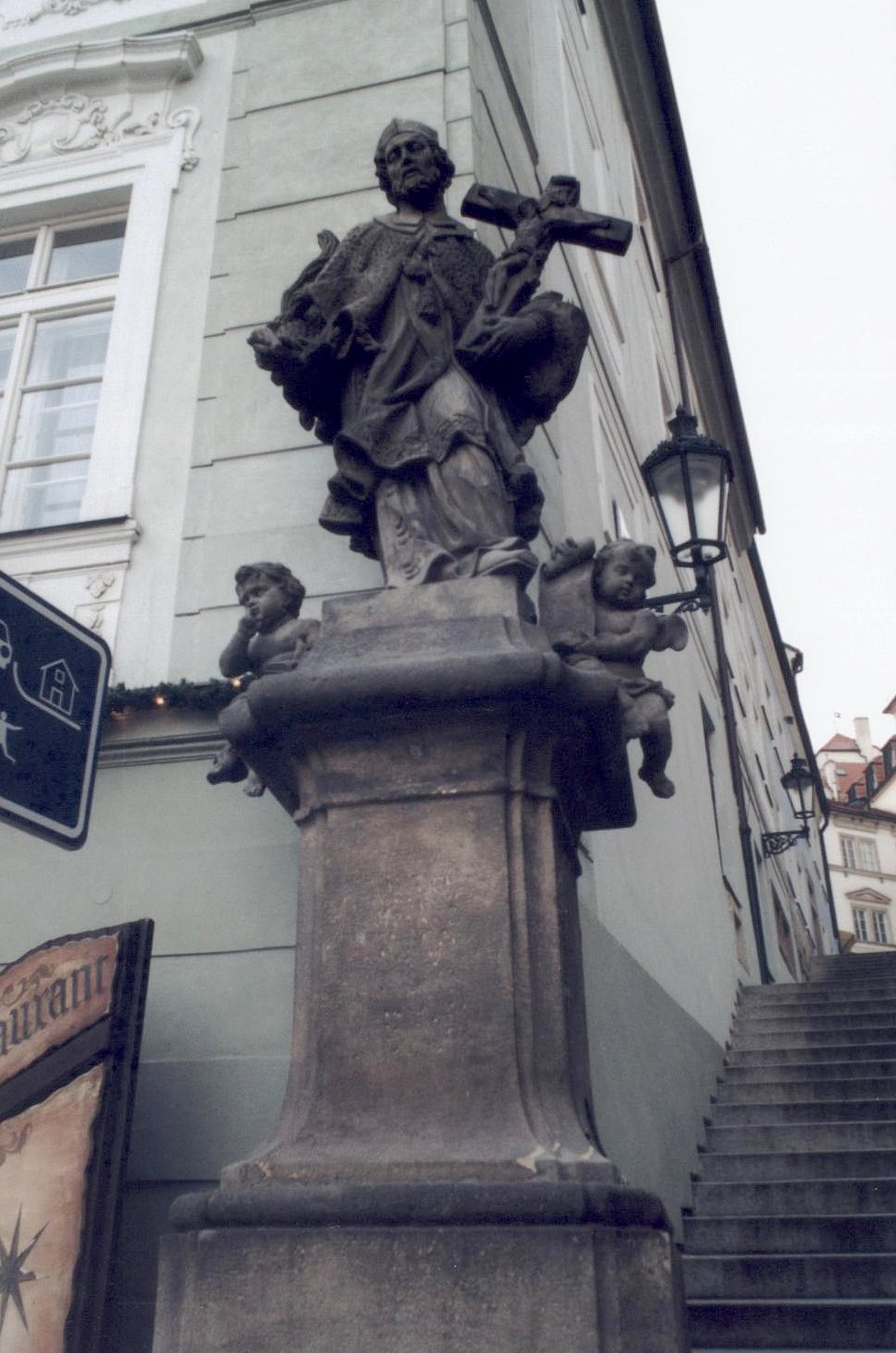
Ян Непомуцький
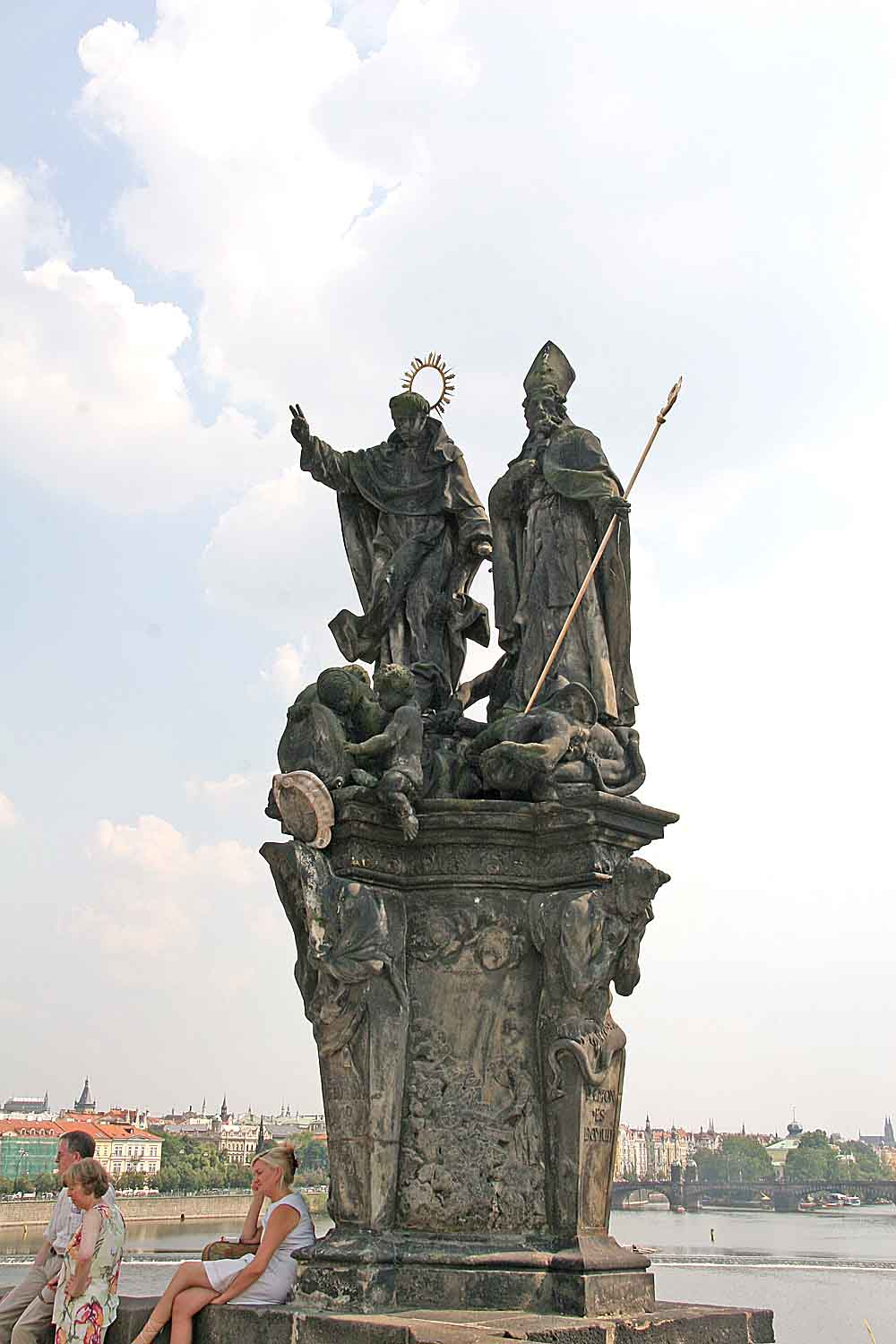
Святий Вінцент Феррарський та святий Прокоп
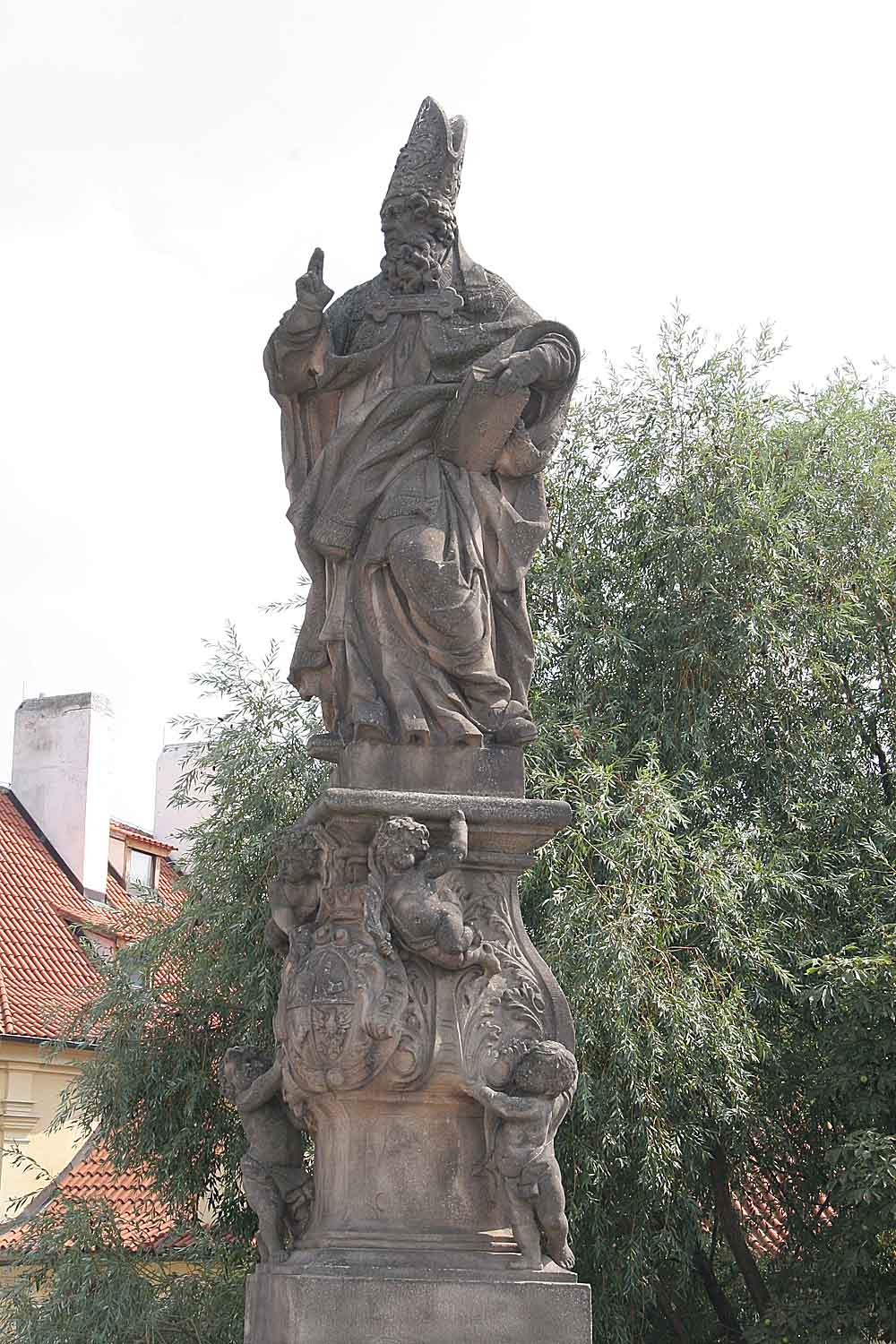
Святий Альберт
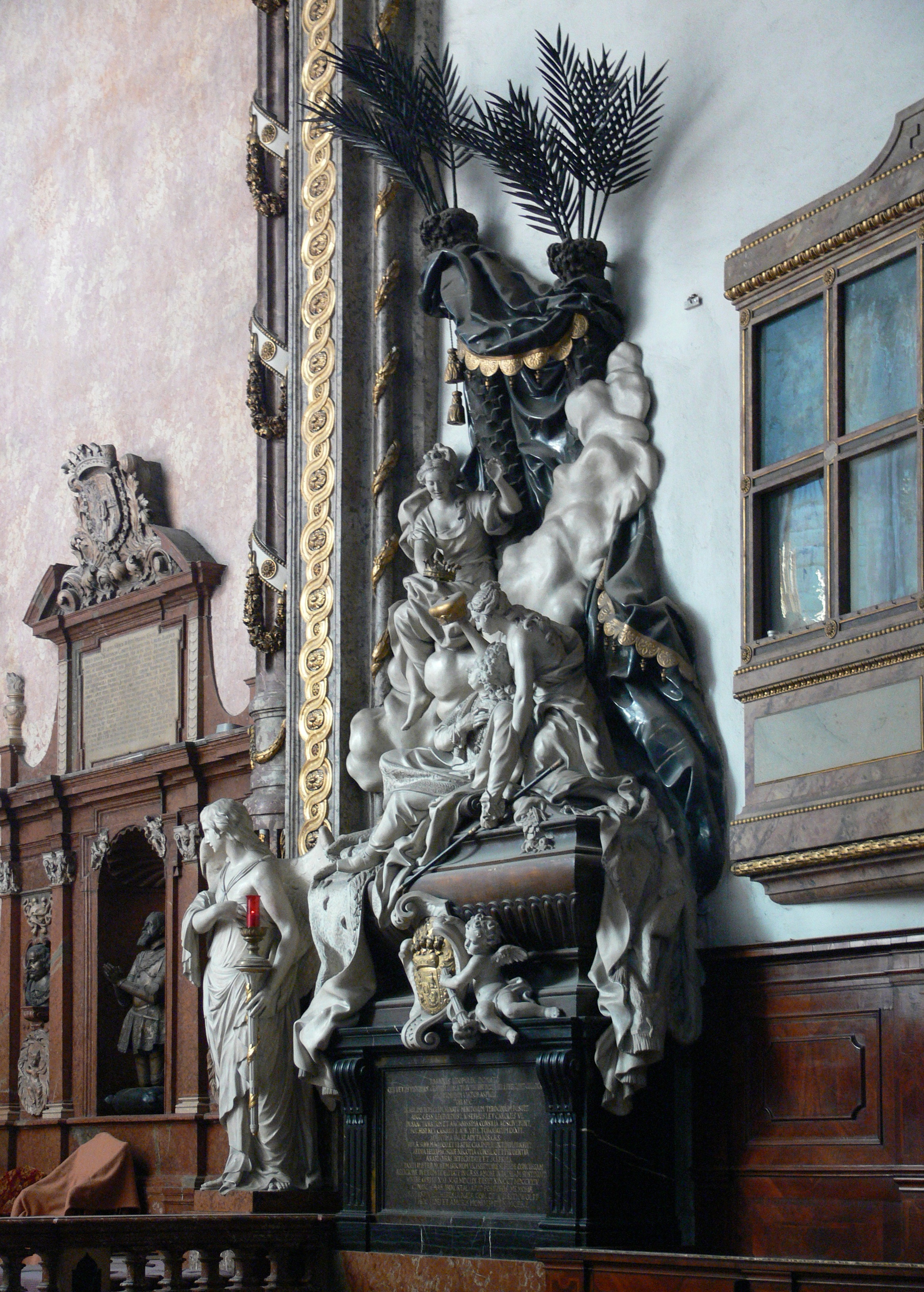
Відень, ц-ва святого Михаїла, надгробок